# Arancha Nogueira
Arancha Rodríguez Fernández, nascida em Ourense em setembro de 1989, é uma escritora galega, mais conhecida como Arancha Nogueira.

## Trajectória
Licenciou-se em Jornalismo, fez um mestrado em Literatura comparada e Crítica Cultural. Morou em Madrid, Porto, Sevilha, Belfast e Santiago de Compostela. Faz parte da plataforma de crítica literária feminista A Sega.

## Obra

### Obras individuais
Publicou em antologias como o Diario de Escalofríos (2008), Cuaderno de Legados (2010) ou a Homenaxe a Manuel María (2017) e em revistas como Incendios (2011), o fanzine As Lurpias (Dia da Matria 2014), o Boletín Galego de Literatura (2017) e em 2018 Ligeia.

#### Poesia
- Andar descalza (Câmara Municipal de Outes, 2013).[3]
- A capacidade de descomposición da luz (plaquette autoeditada, 2018).
- O único lugar onde ficar inmóbil (editora Urutau, 2018).
- spleen em catro tempos (ed. Toxosoutos, 2018).
- a comparsa (Leite Edicións, 2019).[4]
- Os ourizos (Leite Edicións, 2019).
- #hashtags para un espazo agónico (edicións Positivas, 2019).
- Dente de leite (Xerais, 2020).

### Obras coletivas
- Premio de relato, poesia e tradución da Universidade de Vigo 2016 (Universidade de Vigo, Xerais, 2016)
- Livro coletivo de homenaxe a Manuel María (Deputação de Lugo, 2017)
- XVI Certame Literario Concello de Ames (Câmara Municipal de Ames, Fundação Feiraco, 2018)
- Xuventude Crea 2017 (Xunta de Galicia, 2018)
- Cultura que Une. Ribeira Sacra - Douro (Fundação Vicente Risco, 2018)
- Creative Cork Intercultural City Voices (antologia bilingue, texto traduzido por Keith Payne. Cork City Council, Creative Ireland, 2018)
- Antologia Vide, Paisaxe, Fala - Florencio Delgado Gurriarán (Deputação de Ourense, Instituto de Estudos Valdeorreses, 2018)
- Calpurnias, mulleres poetas ourensás (Ed. Cuestión de Belleza, 2019)
- Un xardín de medio lado. 17 poetas da urutau na Galiza (Ed. Urutau, 2019)
- Antoloxía de poesía galega nova (antoloxía bilingüe galego-grego, textos traduzidos por Sofía Karatzá e Teresa Pardo. Editora Vakxikon, 2019)

## Prémios
- Prémio de poesia Francisco Añón em 2013 por Andar descalza.
- III Prémio de Poesia Rosalía de Castro de Cornellá em 2013.
- Prémio de poesia da Universidade de Vigo em 2016 por (A)fogar.
- Prémio de poesia da Câmara Municipal de Ames em 2017 por Para ser de ti.
- Prémio literário Mazarelos (Universidade de Santiago de Compostela) em 2017 por O aniversario.
- II Prémio de poesia Xuventude Crea em 2017 por Romaría.
- Accésit do prémio Francisco Añón em 2018 por spleen em catro tempos.
- Finalista do prémio Florencio Delgado Gurriarán em 2018 por Taxidermia.
- Prémio literário Mazarelos (Universidade de Santiago de Compostela) em 2018 por mapa mudo.
- II Prémio de poesia da Câmara Municipal de Ames em 2019 por craque.
- XXII Prêmio Johán Carvalhal de Poesia da Câmara Municipal de Bueu em 2019 por O silencio das gaivotas.[5]